# José Díez Salazar
José Miguel Diez Salazar con el seudónimo de «Atawallpac» nació en Chiclayo, Perú, el 16 de marzo de 1948. 
Estudió bellas artes en su ciudad natal; y en los juegos florales de poesía obtuvo una mención honrosa en 1968, con su poemario: Extranjera mía''. En el 70 participó en el movimiento Hora Zero de Lima al lado de Feliciano Mejía, J Pimentel, J Ramírez Ruiz, E Verástegui, Isaac Rupay, etc. Dio recitales en la Universidad Nacional Mayor de San Marcos, La Católica, Educación y en la biblioteca Nacional. Su poesía estuvo ambientada en los primeros años dentro de la temática social-humanista. Al salir hacia Europa encontró nuevas fuentes lingüísticas y temas para su creacionísmo; elaborando gamas diferentes de lenguaje y movimiento. Tiene escritos unos pequeños libros de poesía, como: Los Jardines de Iradios, La Máscara de tus Dioses, Brújula del Tiempo, Palabras en el Fuego, etc. Aparte de su trabajo literario, también es conocido como pintor y dibujante bajo el seudónimo de: Atawallpac, habiendo expuesto en diferentes galerías europeas; en Cefral-París, Instituto hispano Catalán-Barcelona, en Hilversum; Ámsterdam, en la sala del Volkskrant, Holanda. Se le dio el primer premio y reconocimiento en Europa a su afiche sobre los derechos humanos del Perú y América latina.

## Trayectoria literaria
- 1968	Juegos Florales en Lambayeque-mención honrosa con Extranjera Mía, jurado M. Florian, P. Guevara etc.
- 1970	Recitales: Universidad La Católica Lima Universidad La Cantuta y biblioteca nacional Universidad Pedro Ruiz Gallo Lima
- 1970-73  Miembro del movimiento HORA ZERO
- 1985	Paris: premio al mejor póster sobre los derechos humanos publicado en diarios Europeos.
- 1990	Libro de poesía: Homenaje 1990
- 1991	Participante en el concurso Loewe: Melodías del Éxodo; integrado por Octavio Paz- Madrid, España
- 1995	Poemas: Palabras en el Fuego
- 1998	Poemario: Los Jardines de Iradios,
- 2003 	La Máscara de tus Dioses
- 2004 	Las Musas de los Horrores.
- 2007	Iradios y los infiernos de la Humanidad.

- Datos: Q5860281